# Białobożnica
Białobożnica (ukr. Білобожниця, Biłobożnycia) – wieś (dawniej miasteczko) na Ukrainie, w  rejonie czortkowskim obwodu tarnopolskiego, w hromadzie Białobożnica. Siedziba hromadzie Białobożnica. Liczy ponad 2000 mieszkańców. Droga terytorialna T 2001 przechodzi przez wieś.
Znajduje się tu stacja kolejowa Białobożnica, położona na linii dawnej Galicyjskiej Kolei Transwersalnej.

## Historia
W II Rzeczypospolitej miejscowość była siedzibą gminy wiejskiej Białobożnica w powiecie czortkowskim w województwie tarnopolskim. W 1921 roku liczyła 1296 mieszkańców.
Przed 1939 w Białobożnicy istniał Dom Ludowy, a obok niego wspinalnia strażacka.
W grudniu 1944 r. nacjonaliści ukraińscy z OUN-UPA zamordowali tutaj 6 Polaków.
Po wojnie włączona w struktury ZSRR.

## Ludzie
- Michał Borysiekiewicz – lekarz okulista, pedagog.
- Taras Seńkiw – duchowny greckokatolicki, eparcha stryjski.
- Kazimierz Pierzchała (zm. 1898) – dr medycyny, lekarz okręgowy[5]